# Майнардус, Хорст

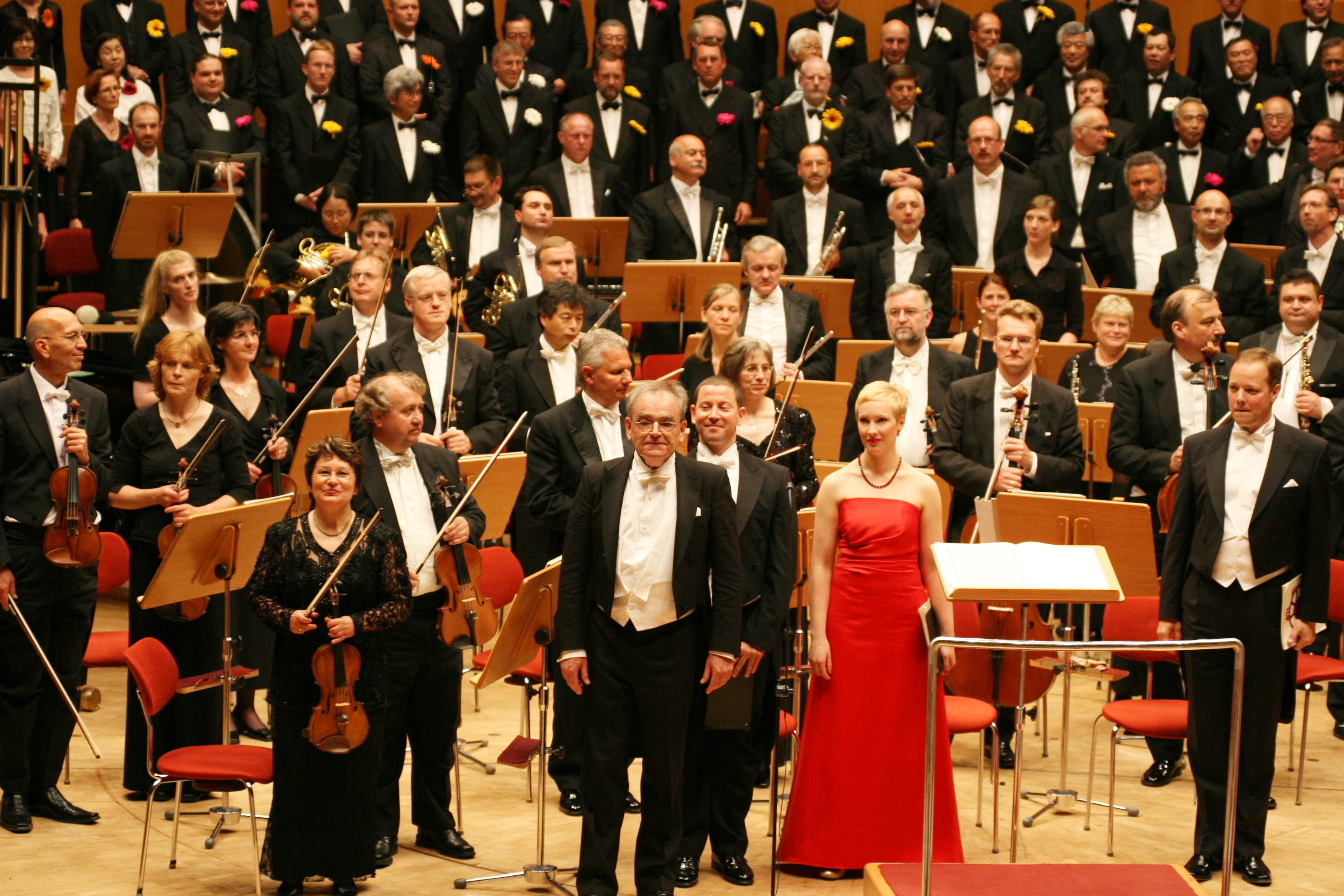
Хорст Майнардус на концерте в Кёльнской филармонии (2008)

Хорст Майнардус (нем. Horst Meinardus; род. 28 мая 1941) — немецкий хоровой дирижёр.
Окончил Кёльнскую Высшую школу музыки со специализацией в области церковной и хоровой музыки; ученик, в частности, Михаэля Шнайдера.
В 1973—2006 гг. руководил хором Кёльнской оперы. Одновременно с 1976 г. работал в Кёльнском филармоническом хоре, с 1990 г. возглавлял его. С 1978 г. преподаёт в Кёльнской Высшей школе музыки, с 1999 г. профессор. В качестве приглашённого дирижёра особенно тесно связан с Японией, прежде всего с японским хором Tokyo Oratorio Society, выступлениями которого он неоднократно руководил как в Японии, так и в Европе.
В 2010 г. Хорст Майнардус возглавил Боннский Баховский хор.